# Playing for Keeps
Playing for Keeps é o terceiro álbum de Eddie Money, lançado em 1980. Deu continuidade à grande fase de Eddie Money, desde que o mesmo lançou o primeiro álbum (Eddie Money) em 1977. Jimmy Lyon guitarra produziu das músicas "Trinidad" e "Million Dollar Girls", primeira e última faixas, respectivamente. O esforço para fazer com que esse álbum atingisse airplays em rádios foi enorme, e desapontou muitos fãs. Mesmo assim, o álbum foi um grande sucesso e não desapontou nenhum fã em termo de música. Chegou à 35ª posição no Billboard Top 200.
Outras notáveis músicas do álbum são "Let's Be Lovers Again", um dueto (com Valerie Carter), e "Get a Move On".

## Lista de músicas
1. Trinidad (Turner-Douglas-Money) - 5:08
2. Running Back (Bryan) - 4:01
3. The Wish (Money-Lyon) - 3:58
4. Get a Move On (Money-Collins-Chiate) - 3:47
5. When You Took My Heart (Nichols-Verdusco-Marcellino-Sieff) - 3:36
6. Satin Angel (Lewark-Money) - 4:04
7. Let's Be Lovers Again (Money-Lyon) - 5:54
8. Nobody Knows (Nichols-Money) - 3:54
9. Million Dollar Girl (Money) - 4:30

## Singles
- Get A Move On (1979) #46 US[3]
- Let's Be Lovers Again (1980) #65 US[3]
- Running Back (1980) #78 US[3]

## Banda e participantes em algumas faixas do álbum
- Eddie Money - vocais
- John Nelson- guitarrista líder
- Jimmy Lyon - solos de guitarra nas faixas 1, 3, 5 & 8
- David Lewark - solos de guitarra nas faixas 6 & 9
- John Nelson - slide guitar na faixa 4
- Greg Douglas - guitarra na faixa 1
- Bob Glaub - contra-baixo nas faixas 2, 5, 7, 8 & 9
- Kenny Lewis - contra-baixo nas faixas 3, 4 & 6
- Lonnie Turner - contra-baixo nas faixas 1
- Randy Nichols - teclados
- Gary Mallaber - bateria / percussão nas faixas 1, 2, 5, 6, 7, 8 & 9
- Carmine Appice - bateria nas faixas 3 & 4
- Emilio Castillo - chifres na faixa 9
- Steve Kupka - chifres na faixa 9
- Valerie Carter - dueto no vocal na faixa "Let's Be Lovers Again